# Johannes Rydberg
Johannes (Janne) Robert Rydberg (født 8. november 1854, død 28. december 1919) var en svensk fysiker, der hovedsageligt er kendt for at være bagmanden bag Rydbergs formel fra 1888, som bliver brugt til at forudse bølgelængder fra fotoner (fra lys og anden elektromagnetisk stråling) der udsendes som følge af ændringer af energiniveauet i en elektron i et hydrogenatom.
Den fysiske konstant kaldet Rydbergkonstanten er opkaldt efter ham, og det samme er Rydbergenheden. Exciterede atomer med meget høje værdier af hovedkvantetal, repæsenteret ved n i Rydbergs formel, er kaldet Rydbergatomer. Rydbergs forventning om at spektralstudier kunne hjælpe med en teoretisk forståelse af atomet og dets kemiske egenskaber blev vist i 1913 af Niels Bohr (se hydrogenspektrum). En vigtig spektroskopiske konstant baseret på et hypotetisk atom med uendelig masse er kaldet Rydberg (R) i i hans ære.
Han arbejdede på Lunds Universitet i Sverige hele sin karriere. Månekrateret Rydberg og asteroiden 10506 Rydberg er opkaldt efter ham.
Der findes en pub der afholder aften i hans ære hver onsdag på Institut for Fysik på Lunds Universitet.